# Pasquale Foggia
Pasquale Foggia (Nápoles, Italia, 3 de junio de 1983) es un exfutbolista y dirigente deportivo italiano que jugaba de extremo. Actualmente es el director deportivo del Delfino Pescara 1936.

## Trayectoria
Profesionalmente, hizo su debut con el Treviso de la Serie C1 en el año 2000. Foggia jugó durante tres temporadas con Treviso, ayudando al club a jugar la promoción para el ascenso a la Serie B en 2003. Fue trasladado al Empoli con el cual ascendió a la Serie A y fue durante la temporada 2003-04 que hizo su primera aparición en el nivel superior del fútbol italiano.
En los dos años próximos, Foggia fue cedido a adquirir una mayor experiencia, primero en Crotone y luego en Ascoli, donde pasó la temporada 2005-06 en la Serie A.
Después de una temporada, en el verano de 2006 fue cedido a Lazio, fue transferido a ellos de forma permanente en enero de 2007 procedente del AC Milan por € 3.000.000 más el acuerdo de transferencia de Massimo Oddo. Fue enviado a préstamo al Reggina al día siguiente para el resto de la temporada. 
Pasó a préstamo al Cagliari en la temporada 2007-08, donde su actuación más destacada fue marcar dos goles ante la Juventus.
Sin embargo el presidente de Cagliari, Massimo Cellino, rechazó la oportunidad de contratar a Foggia y desde entonces el delantero regresó a Roma, donde volverá a jugar en SS Lazio. En 2008-09, Foggia se convirtió en un miembro clave de la SS Lazio jugando 33 partidos y marcando 8 goles (4 de ellos los tiros libres).

## Selección nacional
Ha sido internacional con la Selección de Italia en 3 ocasiones, gracias a sus notables actuaciones en Cagliari. Su debut internacional fue ante Georgia el 13 de octubre de 2007. Su primer y único gol se lo marcó a la Selección de Irlanda del Norte el 6 de junio de 2009 (3:0), en un amistoso jugado en la ciudad de Pisa.
| \| PJ \| Fecha \| Ciudad \| Oponente \| Score \| Resultado \| Competición \| Goles \| \| -- \| ---------- \| ------ \| ----------------- \| ----- \| --------- \| ----------------------------------- \| ----- \| \| 1. \| 13-10-2007 \| Génova \| Georgia \| 2-0 \| Victoria \| Clasificación para la Eurocopa 2008 \| 0 \| \| 2. \| 17-10-2007 \| Siena \| Sudáfrica \| 2-0 \| Victoria \| Amistoso \| 0 \| \| 3. \| 06-06-2009 \| Pisa \| Irlanda del Norte \| 3-0 \| Victoria \| Amistoso \| 1 \| |            |        |                   |       |           |                                     |       |
| PJ | Fecha      | Ciudad | Oponente          | Score | Resultado | Competición                         | Goles |
| 1. | 13-10-2007 | Génova | Georgia           | 2-0   | Victoria  | Clasificación para la Eurocopa 2008 | 0     |
| 2. | 17-10-2007 | Siena  | Sudáfrica         | 2-0   | Victoria  | Amistoso                            | 0     |
| 3. | 06-06-2009 | Pisa   | Irlanda del Norte | 3-0   | Victoria  | Amistoso                            | 1     |

## Clubes
| Club     | País   | Periodo   | PJ | G  |
| -------- | ------ | --------- | -- | -- |
| Treviso  | Italia | 2000-2003 | 69 | 13 |
| Empoli   | Italia | 2003-2005 | 28 | 1  |
| Crotone  | Italia | 2005      | 15 | 1  |
| Ascoli   | Italia | 2005-2006 | 34 | 4  |
| AC Milan | Italia | 2006      | 0  | 0  |
| SS Lazio | Italia | 2006-2007 | 11 | 1  |
| Reggina  | Italia | 2007      | 15 | 4  |
| Cagliari | Italia | 2007-2008 | 33 | 5  |
| SS Lazio | Italia | 2008-2011 | 69 | 4  |

## Palmarés

### Campeonatos nacionales
| Título              | Club     | País   | Año     |
| ------------------- | -------- | ------ | ------- |
| Copa de Italia      | SS Lazio | Italia | 2008-09 |
| Supercopa de Italia | SS Lazio | Italia | 2009    |